# Campanula mirabilis
Campanula mirabilis är en klockväxtart som beskrevs av Nicholas Michailovitj Albov. Campanula mirabilis ingår i släktet blåklockor, och familjen klockväxter. Inga underarter finns listade i Catalogue of Life.